# Ludovico Trevisano
Ludovico Trevisano (né mi-novembre 1401 à Venise, Italie, alors dans la république de Venise, et mort à Rome le 22 mars 1465) est un cardinal italien du XVe siècle. Son nom est écrit aussi Scarampi-Mezzarota.

## Biographie
Ludovico Trevisano étudie à Venise et la médecine à l'université de Padoue. Vers 1430 il va à Rome, pour devenir médecin du cardinal Gabriele Condulmer, le futur Eugène IV. Le nouveau pape Eugène IV, le nomme son cubicularius et scriptori des lettres apostoliques. Il est évêque de Traù en 1435-1437 et est promu archevêque de Florence en 1437 et patriarche d'Aquilée en 1439. Il est nommé légat apostolique en Romagne en 1440. Il est un des commandants militaires à la bataille d'Anghiari en 1440, lors de laquelle le condottiere milanais Niccolo Piccinino est battu.
Il est créé cardinal par le pape Eugène IV lors du consistoire du 1er juillet 1440. 
Le cardinal Trevisano est camerlingue de la Sainte Église à partir de 1440. Il est légat en plusieurs provinces, notamment dans la Marche d'Ancône et à Sienne. En 1443-1444, il est administrateur de Bologne et à partir de 1444 évêque de Cava. Il rédige les ordonnances sur la santé publique et l'entretien des routes romaines. 
En 1455 il est nommé amiral de la flotte du pape et en 1456 légat des côtes et îles méditerranéens et gouverneur des pays qu'il peut conquérir. Il va à Rhodes et bat la flotte turque. En 1457, il prend les îles de Lemnos, Samothrace et Thasos. Il restaure la cathédrale d'Aquilée et son église cardinalice de S. Lorenzo in Damaso et fait construire des aqueducs. Il est plus militaire que religieux et est connu pour ses richesses et son goût du luxe.
Le cardinal Trevisano participe au conclave de 1447 lors duquel Nicolas V est élu pape et à ceux de 1455 (élection de Calixte III) et de 1464 (élection de Paul II), mais ne participe pas à celui de 1458 (élection de Pie II).